# Lista de viagens presidenciais de Donald Trump
Esta é uma lista de viagens presidenciais realizadas por Donald Trump, o 45º e 47º presidente dos Estados Unidos. Em seu primeiro mandato, que durou desde sua posse em 20 de janeiro de 2017 até 20 de janeiro de 2021, Trump empreendeu 19 viagens internacionais de caráter diplomático para 24 países (além de visitar informalmente a Cisjordânia).
Devido à pandemia de COVID-19, atravessada em sua presidência, Trump não realizou nenhuma viagem internacional após fevereiro de 2020. Desta forma, Trump é o presidente norte-americano que realizou o menor número de viagens internacionais desde a introdução do Boeing VC-25 como transporte aéreo oficial dos presidentes estadunidenses na década de 1980. Ao longo de sua presidência, Trump não visitou oficialmente Oceania, Caribe e África e passou um total de apenas 3 dias na América Latina.
Em 20 de janeiro de 2025, Trump foi empossado para exercer seu segundo mandato, no qual retoma sua agenda presidencial de visitas diplomáticas a nações estrangeiras.

## Viagens por país

Mapa da viagens internacionais realizadas por Donald Trump como 45.º presidente (2017–2021).

| Número de visitas | País |
| ----------------- | --- |
| 1 visita          | Afeganistão Argentina Canadá Catar China Coreia do Norte Filipinas Finlândia Índia Iraque Israel Palestina Palestina Polónia Singapura |
| 2 visitas         | Alemanha Arábia Saudita Bélgica Coreia do Sul Irlanda Itália Suíça Vaticano Vietname                                                   |
| 3 visitas         | Japão Reino Unido |
| 4 visitas         | França |

## Primeiro mandato (2017–2021)

### 2017
| País | País           | Cidade/Região | Período           | Notas |
| ---- | -------------- | ------------- | ----------------- | --- |
| 1    | Arábia Saudita | Riade         | 20–22 de maio     | O presidente Trump reuniu-se com o rei Salman e outros líderes muçulmanos no Encontro de Riade. Ele assinou um contrato de armas de US$ 110 bilhões com a Arábia Saudita, a maior da história do mundo, e foi homenageado com o Colar da Ordem de Abdulaziz, sua primeira ordem estrangeira. O presidente Trump, juntamente com a primeira-dama Melania Trump, visitaram o Museu Nacional da Arábia Saudita. |
| 1    | Israel         | Jerusalém     | 22–23 de maio     | Donald Trump reuniu-se com o presidente Reuven Rivlin e com o primeiro-ministro Benjamin Netanyahu. Ele foi o primeiro presidente estadunidense a visitar o Muro das Lamentações e a Igreja do Santo Sepulcro. No dia seguinte, o presidente visita o Yad Vashem e mais tarde entrega um endereço no Museu de Israel. |
| 1    | Palestina      | Belém         | 23 de maio        | Donald Trump reuniu-se com o presidente da Autoridade Nacional Palestiniana Mahmoud Abbas. |
| 1    | Itália         | Roma          | 23–24 de maio     | Trump reuniu-se com o Presidente italiano Sergio Mattarella e com o Primeiro-ministro Paolo Gentiloni. |
| 1    | Vaticano       | Vaticano      | 24 de maio        | Trump reuniu-se com o Papa Francisco. |
| 1    | Bélgica        | Bruxelas      | 24–25 de maio     | Donald Trump reuniu-se com o Rei Filipe, o Primeiro-ministro Charles Michel e participou da 28ª Cimeira da OTAN. Ele também encontrou-se com o presidente francês Emmanuel Macron. |
| 1    | Itália         | Taormina      | 25–27 de maio     | Trump participou da 43.ª reunião de cúpula do G7. Ele encontrou-se com a chanceler alemã Angela Merkel, o primeiro-ministro japonês Shinzō Abe e com o presidente queniano Uhuru Kenyatta. |
| 2    | Polónia        | Varsóvia      | 5–6 de julho      | Trump chegou em Varsóvia para reuniões bilaterais e para a cimeira da Iniciativa dos Três Mares de 2017. Ele encontrou-se com o presidente polonês Andrzej Duda e com a presidente croata Kolinda Grabar-Kitarović. Ele também deu um discurso em frente ao Monumento à Revolta de Varsóvia na Praça Krasinski para homenagear as vítimas da ocupação nazista e da dominação comunista na Polônia. No discurso, o presidente também discutiu os problemas internacionais atuais e a importância das alianças internacionais dos Estados Unidos. |
| 2    | Alemanha       | Hamburgo      | 7–8 de julho      | Trump e sua filha, Ivanka Trump, discursaram na 12.ª reunião de cúpula do G20 e também realizou encontros bilaterais com chanceler alemã Angela Merkel, presidente mexicano Enrique Peña Nieto, presidente russo Vladimir Putin, presidente chinês Xi Jinping, primeiro-ministro japonês Shinzō Abe e com a primeira-ministra britânica Theresa May. |
| 3    | França         | Paris         | 13–14 de julho    | Em 13 de julho, Trump e a Primeira-dama Melania Trump desembarcaram no Aeroporto de Orly. No mesmo dia, o casal presidencial visitou a embaixada estadunidense, onde participaram de uma cerimônia em homenagem aos veteranos da Segunda Guerra Mundial. Ao longo do dia, Trump e o Presidente Emmanuel Macron visitaram o Hôtel des Invalides, reuniram-se para discussão de temas bilaterais no Palácio do Eliseu e jantaram no segundo nível da Torre Eiffel. No dia seguinte, Trump participou da parada militar do Dia da Bastilha.        |
| 4    | Japão          | Tóquio        | 5–7 de novembro   | Trump reuniu-se com o Primeiro-ministro Shinzō Abe e foi recebido com honras pelo Imperador Akihito. |
| 4    | Coreia do Sul  | Seul          | 7–8 de novembro   | Trump reuniu-se com o Presidente Moon Jae-in e discursou diante da Assembleia Nacional. Posteriormente, visitou tropas do Exército em Camp Humphreys. |
| 4    | China          | Pequim        | 8–10 de novembro  | Visita de Estado. Trump chegou a Pequim para se reunir com o secretário-geral e presidente Xi Jinping e o primeiro-ministro Li Keqiang. |
| 4    | Vietname       | Da NangHanói  | 10–12 de novembro | Visita de Estado. Encontrou-se com o presidente Trần Đại Quang, o primeiro-ministro Nguyễn Xuân Phúc e o secretário-geral do Partido Comunista, Nguyễn Phú Trọng. Participou da cúpula da APEC. |
| 4    | Filipinas      | ManilaPasay   | 12–14 de novembro | Participou da 31ª cúpula da ASEAN. Encontrou-se com o presidente Rodrigo Duterte. |

### 2018
| País | País        | Cidade/Região                              | Período                      | Notas |
| ---- | ----------- | ------------------------------------------ | ---------------------------- | --- |
| 5    | Suíça       | Davos                                      | 25–26 de janeiro             | Trump participou do Fórum Econômico Mundial na cidade suíça de Davos. Paralelamente, teve reuniões bilaterais com a Primeira-ministra britânica Theresa May e o homólogo israelense Benjamin Netanyahu. |
| 6    | Canadá      | La Malbaie                                 | 8–9 de junho                 | Após desembarcar em Bagotville, Trump seguiu para La Malbaie, Québec, para participar da 44.ª reunião de cúpula do G7. Trump também reuniu-se com o Primeiro-ministro canadense Justin Trudeau e o presidente francês Emmanuel Macron. |
| 6    | Singapura   | Área CentralSentosa                        | 10–12 de junho               | Em 10 de junho, Trump desembarcou na Base Aérea de Paya Lebar. No dia seguinte, o presidente estadunidense reuniu-se com o primeiro-ministro Lee Hsien Loong na Área Central de Singapura. Em 12 de junho, Trump teve um encontro diplomático histórico com o líder norte-coreano Kim Jong-un na ilha turística Sentosa. Foi o primeiro encontro diplomático entre líderes das duas nações. |
| 7    | Bélgica     | Bruxelas                                   | 10–12 de julho               | Trump compareceu à 29ª Cimeira da OTAN em Bruxelas. Paralelamente, participou de encontros bilaterais com o Secretário-geral da organização Jens Stoltenberg, Emmanuel Macron e a Chanceler alemã Angela Merkel. |
| 7    | Reino Unido | LondresOxfordshireBuckinghamshireBerkshire | 12–15 de julho               | Em sua primeira visita presidencial ao Reino Unido, Trump foi recepcionado em um jantar de Estado pela Primeira-ministra Theresa May no histórico Palácio de Blenheim - local de nascimento de Sir Winston Churchill - e posteriormente se hospedou em Winfield House, em Londres. No dia seguinte, Trump assistiu a uma operação de forças conjuntas especiais na companhia do governo britânico e visitou a residência primo-ministerial Chequers, onde discutiu questões sobre o Brexit e um eventual acordo de livre comércio entre os dois países. À tarde, Donald e Melania Trump foram recebidos pela Rainha Isabel II no Castelo de Windsor. À noite, Trump seguiu viagem para a Escócia. |
| 7    | Finlândia   | Helsinque                                  | 15–16 de julho               | Trump viajou à Helsinque, capital finlandesa, para realização da Cúpula Estados Unidos-Rússia com o homólogo russo Vladimir Putin. Em 16 de julho, Trump juntou-se ao presidente finlandês Sauli Niinistö para um café da manhã oficial na residência Mäntyniemi antes de seguir para o Palácio Presidencial, onde foi recebido por Putin. Após as reuniões a portas fechadas, os dois líderes concederam uma coletiva de imprensa. |
| 8    | França      | Paris                                      | 9–11 de novembro             | Encontrou-se com o presidente Emmanuel Macron. Participou das celebrações do Dia do Armistício, marcando o 100º aniversário do Armistício com a Alemanha, que pôs fim às grandes hostilidades da Primeira Guerra Mundial. |
| 9    | Argentina   | Buenos Aires                               | 29 de novembro–1 de dezembro | Participou da cúpula do G20. Também realizaram reuniões bilaterais com o presidente argentino Mauricio Macri, o primeiro-ministro australiano Scott Morrison, o presidente chinês Xi Jinping, a chanceler alemã Angela Merkel, o primeiro-ministro indiano Narendra Modi, o primeiro-ministro japonês Shinzō Abe, o presidente sul-coreano Moon Jae-in e o presidente turco Recep Tayyip Erdoğan. |
| 10   | Iraque      | al-Asad                                    | 26 de dezembro               | Visita aos militares americanos servindo no oeste do Iraque. Esta foi a primeira viagem do presidente a uma zona de combate dos Estados Unidos. |
| 10   | Alemanha    | Ramstein                                   | 26–27 de dezembro            | Visita as Forças Armadas dos Estados Unidos. |

### 2019
| País | País            | Cidade/Região                  | Período            | Notas |
| ---- | --------------- | ------------------------------ | ------------------ | --- |
| 11   | Vietname        | Hanói                          | 26–28 de fevereiro | Trump participou de uma reunião de cúpula com o Líder Supremo norte-coreano Kim Jong-un. Também reuniu-se com o Presidente do Vietnã Nguyễn Phú Trọng e com o Primeiro-ministro Nguyễn Xuân Phúc. Ainda durante a viagem, a comitiva presidencial realizou uma parada estratégica em base aérea norte-americana no Catar. |
| 12   | Japão           | Tóquio                         | 25–28 de maio      | Trump viajou a Tóquio, desembarcando no Aeroporto de Haneda em 25 de maio, sendo a primeira visita de Estado de um presidente estadunidense ao Japão desde 1996. Em 26 de maio, Trump reuniu-se com o Primeiro-ministro japonês Shinzō Abe para uma partida simbólica de golfe em Chiba. Os dois líderes assistiram ainda a um torneio de sumô no Ryōgoku Kokugikan. O casal presidencial estadunidense foi recepcionado com um jantar de Estado pelo Imperador Naruhito e pela Imperatriz Masako no Palácio Imperial de Tóquio. Em 27 de maio, Trump e Abe lideraram uma reunião bilateral seguida de uma coletiva de imprensa no Palácio Akasaka. No último dia de viagem, Trump embarcou no USS Wasp, onde discursou para militares estadunidenses. |
| 13   | Reino Unido     | LondresPortsmouth              | 3–5 de junho       | Em sua segunda viagem oficial ao Reino Unido, Trump reuniu-se com Rainha Isabel II no Palácio de Buckingham para uma jantar de Estado na presença de diversos oficiais de governo. Acompanhado do Duque de Iorque, Trump deixou uma coroa de louros na Tumba do Soldado Desconhecido no interior da Abadia de Westminster. No mesmo dia, o presidente estadunidense reuniu-se com o Príncipe de Gales em Clarence House no que a Casa Branca descreveu como "um chá cerimonial". Em 4 de junho, Trump reuniu-se com a Primeira-ministra Theresa May no Palácio de St. James. Como último compromisso de viagem, Trump participou das celebrações pelo Dia D em Portsmouth, na presença de diversos líderes europeus.                                   |
| 13   | Irlanda         | Shannon                        | 5–6 de junho       | Trump e a Primeira-dama Melania Trump chegaram à Irlanda através do Aeroporto de Shannon em 5 de junho. O presidente estadunidense realizou uma reunião bilateral com o Taoiseach Leo Varadkar e, posteriormente, passou uma noite em seu resort de golfe em Doonbeg. |
| 13   | França          | Colleville                     | 6 de junho         | Em sua visita oficial a França, Trump desembarcou no Aeroporto de Caen – Carpiquet e participou das celebrações pelo 75º aniversário do Dia D. Em seguida, o presidente estadunidense visitou o Cemitério Americano da Normandia e reuniu-se com o Presidente francês Emmanuel Macron. |
| 13   | Irlanda         | Shannon                        | 6–7 de junho       | Na rota de retorno da turnê de viagens pela Europa, Trump e a Primeira-dama Melania Trump tiveram uma segunda passagem pela Irlanda, chegando pelo Aeroporto de Shannon em 6 de junho. O casal presidencial não realizou compromissos oficiais nesta etapa da viagem e limitou-se a uma breve hospedagem no resort internacional de golfe em Doonbeg. |
| 14   | Japão           | Osaka                          | 27–29 de junho     | Em sua segunda viagem oficial ao Japão, Trump desembarcou no Aeroporto Internacional de Osaka em 27 de junho e realizou uma reunião bilateral com o Primeiro-ministro da Austrália Scott Morrison antes de participar da 14.ª reunião de cúpula do G20. Paralelamente à cimeira, Trump também realizou reuniões bilaterais com o Presidente do Brasil Jair Bolsonaro, a Chanceler da Alemanha Angela Merkel, o Primeiro-ministro da Índia Narendra Modi, o Primeiro-ministro do Japão Shinzō Abe e o Presidente da Rússia Vladimir Putin, dentre outros líderes internacionais. |
| 14   | Coreia do Sul   | Seul                           | 29–30 de junho     | Em uma visita não oficial, Trump cruzou a Fronteira da Coreia do Norte, a partir do sul, se tornando o primeiro Presidente dos Estados Unidos a pisar no territória da Coreia do Norte. |
| 14   | Coreia do Norte | Zona Desmilitarizada da Coreia | 30 de junho        | Em uma visita não oficial, Trump cruzou a Fronteira da Coreia do Norte, a partir do sul, se tornando o primeiro Presidente dos Estados Unidos a pisar no territória da Coreia do Norte. |
| 15   | França          | Biarritz                       | 24–26 de agosto    | Participou da 45ª cúpula do G7 no Hôtel du Palais em Biarritz. Também realizou reuniões bilaterais com o primeiro-ministro australiano Scott Morrison, o primeiro-ministro britânico Boris Johnson, o primeiro-ministro canadense Justin Trudeau, o presidente egípcio Abdel Fattah el-Sisi, o presidente francês Emmanuel Macron, a chanceler alemã Angela Merkel, o primeiro-ministro indiano Narendra Modi e o primeiro-ministro japonês Shinzō Abe. |
| 16   | Afeganistão     | Bagram                         | 28 de novembro     | Visitou militares americanos servindo no leste do Afeganistão acompanhados pela primeira-dama Melania Trump. Esta foi a quarta viagem do presidente a uma zona de combate dos EUA. Também se encontrou com o presidente afegão Ashraf Ghani. |
| 17   | Reino Unido     | Londres                        | 2–4 de dezembro    | Participou da 30ª cúpula da OTAN. Encontrou-se com a rainha Elizabeth II e o primeiro-ministro Boris Johnson. Também manteve reuniões bilaterais com o primeiro-ministro canadense Justin Trudeau, a primeira-ministra dinamarquesa Mette Frederiksen, o presidente francês Emmanuel Macron, a chanceler alemã Angela Merkel e o primeiro-ministro italiano Giuseppe Conte. |

### 2020
| País | País  | Cidade/Região | Período            | Notas |
| ---- | ----- | ------------- | ------------------ | --- |
| 18   | Suíça | Davos         | 21–22 de janeiro   | Participou do Fórum Econômico Mundial e de reuniões bilaterais com a presidente da Comissão Europeia, Ursula von der Leyen, o presidente iraquiano, Barham Salih, o presidente curdo iraquiano, Nechirvan Barzani, o primeiro-ministro paquistanês, Imran Khan, e a presidente suíça, Simonetta Sommaruga.                                                                                    |
| 19   | Índia | Nova Déli     | 24–25 de fevereiro | Discursou em um evento de boas-vindas com o primeiro-ministro Narendra Modi em Ahmedabad. Visitou o Sabarmati Ashram de Mahatma Gandhi e o Taj Mahal. Recebeu uma recepção formal do presidente Ram Nath Kovind no Palácio Presidencial Rashtrapati Bhavan em Nova Délhi. Conduziu uma série de reuniões com Modi e outros funcionários do governo, bem como executivos de negócios indianos. |

## Segundo mandato (2025–)

### 2024
Abaixo estão as viagens internacionais feitas por Donald Trump na condição de presidente-eleito entre a sua eleição em 5 de novembro de 2024 e sua posse em 20 de janeiro de 2025.
| País | País   | Cidade/Região | Período         | Notas |
| ---- | ------ | ------------- | --------------- | --- |
| 1    | França | Paris         | 7–8 de dezembro | Em sua primeira viagem ao exterior desde que foi eleito Presidente dos Estados Unidos para seu segundo mandato, Trump participou da cerimônia de reabertura da Catedral de Notre-Dame de Paris, que estava sob reformas há cinco anos desde o incêndio em 2019. Paralelamente ao evento, Trump reuniu-se com o Presidente francês Emmanuel Macron no Palácio do Eliseu, além de encontros com o Presidente da Ucrânia Volodimir Zelensky e o Príncipe de Gales. |

### 2025
| País | País                   | Cidade/Região             | Período           | Notas |
| ---- | ---------------------- | ------------------------- | ----------------- | --- |
| 1    | Itália                 | Roma                      | 25–26 de abril    | Em sua primeira viagem internacional desde sua segunda posse presidencial, Trump viajou para Roma para participar das solenidades exequiais de Papa Francisco. Durante a ocasião, Trump também reuniu-se informalmente com o Presidente da Ucrânia Volodymyr Zelenski na nave lateral da Basílica de São Pedro. A Casa Branca informou apenas que a reunião, apesar do caráter informal e imprevisto, foi "produtiva" a ambos os líderes. |
| 1    | Vaticano               |                           | 25–26 de abril    | Em sua primeira viagem internacional desde sua segunda posse presidencial, Trump viajou para Roma para participar das solenidades exequiais de Papa Francisco. Durante a ocasião, Trump também reuniu-se informalmente com o Presidente da Ucrânia Volodymyr Zelenski na nave lateral da Basílica de São Pedro. A Casa Branca informou apenas que a reunião, apesar do caráter informal e imprevisto, foi "produtiva" a ambos os líderes. |
| 2    | Arábia Saudita         | Riade                     | 13–14 de maio     | Em sua primeira visita de Estado em seu segundo mandato presidencial, Trump e sua comitiva realizaram uma parada estratégica de reabastecimento na Base Aérea de Mildenhall, em Suffolk, Inglaterra. No entanto, Trump não desembarcou ou realizou compromissos oficiais no país, seguindo em direção ao Oriente Médio para uma turnê de viagens diplomáticas. Após desembarcar no Aeroporto Internacional Rei Khalid, Trump foi recebido com honras de Estado pelo Rei Salman e o Príncipe-herdeiro Mohammed bin Salman. Trump discursou em um evento corporativo na capital saudita, onde afirmou sua intenção em fortalecer o comércio global com o país e anunciou que pretende suspender as sanções econômicas contra a Síria mediante o que descreveu como a ascensão de "um governo capaz de manter a estabilidade". Na segunda etapa da viagem, Trump visitou a cidade histórica de Daria e participou como observador da cimeira do Conselho de Cooperação do Golfo. |
| 3    | Catar                  | Doha                      | 14 de maio        | Visita de estado. Encontro com o Emir, Tamim bin Hamad al-Thani |
| 4    | Emirados Árabes Unidos | Abu Dhabi                 | 15 e 16 de maio   | Visita de estado. Visitou a Grande Mesquita Sheikh Zayed. Encontrou-se com o presidente Mohamed bin Zayed Al Nahyan em Qasr Al Watan. Também visitou a Casa da Família Abraâmica. Trump fez uma parada para reabastecimento na RAF Mildenhall. |
| 5    | Canadá                 | Kananaskis                | 15 e 16 de junho  | Visita de trabalho. Participou da 51ª cúpula do G7. Manteve reuniões bilaterais com o primeiro-ministro Mark Carney, o chanceler alemão Friedrich Merz e o primeiro-ministro britânico Keir Starmer. Trump deixou a cúpula um dia antes. |
| 6    | Países Baixos          | Haia                      | 24 e 25 de junho  | Visita de trabalho. Participou da 35ª Cúpula da OTAN no Fórum Mundial. Encontrou-se com o Rei Willem-Alexandre e a Rainha Máxima em Huis ten Bosch. Manteve reuniões bilaterais com o Primeiro-Ministro Dick Schoof e o Secretário-Geral da OTAN. |
| 7    | Reino Unido            | Turnberry e Aberdeenshire | 25 a 29 de julho. | Visita de trabalho. Fez uma viagem particular à Escócia e visitou seu campo de golfe em Turnberry, bem como sua propriedade em Aberdeenshire. Encontrou-se com a presidente da Comissão Europeia, Ursula von der Leyen, e conseguiu chegar a um acordo. Trump teve um jantar privado com o primeiro-ministro da Escócia, John Swinney, e se encontraram em uma reunião individual no dia seguinte, onde discutiram a guerra em Gaza, a economia escocesa, petróleo e gás. |

## Próximas viagens
| País   | País   | Cidade/Região | Período        | Notas                                                                                    |
| ------ | ------ | ------------- | -------------- | ---------------------------------------------------------------------------------------- |
| Canadá | Canadá | Kananaskis    | 15–17 de junho | Participará da reunião de cúpula do G7. Encontro com o primeiro-ministro Justin Trudeau. |

## Eventos multilaterais
Trump compareceu e espera-se que compareça aos seguintes eventos multilaterais durante seus respectivos mandatos:
| Organização                                                                                            | Evento              | Primeira presidência (2017–2021) | Primeira presidência (2017–2021)           | Primeira presidência (2017–2021) | Primeira presidência (2017–2021) | Segunda presidência (2025–)    | Segunda presidência (2025–) | Segunda presidência (2025–) | Segunda presidência (2025–) |
| Organização                                                                                            | Evento              | 2017                             | 2018                                       | 2019                             | 2020                             | 2025                           | 2026                        |                             |                             |
| --- | ------------------- | -------------------------------- | ------------------------------------------ | -------------------------------- | -------------------------------- | ------------------------------ | --------------------------- | --------------------------- | --------------------------- |
| Nações Unidas                                                                                          | Assembleia Geral    | 18–20 de setembro, Nova Iorque   | 24–26 de setembro, Nova Iorque             | 17–20 de setembro, Nova Iorque   | 17–20 de setembro, Nova Iorque   | 9 de setembro, Nova Iorque     | 8 de setembro, Nova Iorque  |                             |                             |
| G7 | Cúpula do G7        | 26–27 de de maio, Taormina       | 8–9 de junho, La Malbaie                   | 25–27 de agosto, Biarritz        | 10–12 de junho, Camp David       | 15–17 de junho, Kananaskis     | A ser definido, França      |                             |                             |
| G20 | Cúpula do G20       | 7–8 de julho, Hamburgo           | 30 de novembro–1 de dezembro, Buenos Aires | 28–29 de junho, Osaka            | 21–22 de novembro, Riade         | 22–23 de novembro, Joanesburgo | A ser definido              |                             |                             |
| OTAN                                                                                                   | Cimeira da OTAN     | 25 de maio, Bruxelas             | 11–12 de julho, Bruxelas                   | 3–4 de dezembro, Watford         | —                                | 24–26 de junho, Haia           | A ser definido              |                             |                             |
| APEC                                                                                                   | Cúpula da APEC      | 10–11 de novembro, Đà Nẵng       | 17–18 de novembro, Port Moresby            | 16–17 de novembro, Santiago      | 20 de novembro, Kuala Lumpur     | Novembro, Gyeongju             | A ser definido              |                             |                             |
| OEA | Cúpula das Américas | —                                | 13–14 de abril, Lima                       | —                                | —                                | Novembro, Punta Cana           | A ser definido              |                             |                             |
| Evento anunciado ou previsto. Evento não previsto ou cancelado. O dignitário não compareceu ao evento. |                     |                                  |                                            |                                  |                                  |                                |                             |                             |                             |